# Ottenbach
Ottenbach település Németországban, azon belül Baden-Württembergben. Lakosainak száma 2421 fő (2023. december 31.).

## Népesség
A település népessége az elmúlt években az alábbi módon változott:
| Lakosok száma | 1274 | 1453 | 1929 | 2083 | 2103 | 2262 | 2400 | 2474 | 2382 | 2421 |
|               | 1961 | 1967 | 1974 | 1980 | 1986 | 1993 | 1999 | 2005 | 2012 | 2023 |